# Schlierbacher Schlosskäse

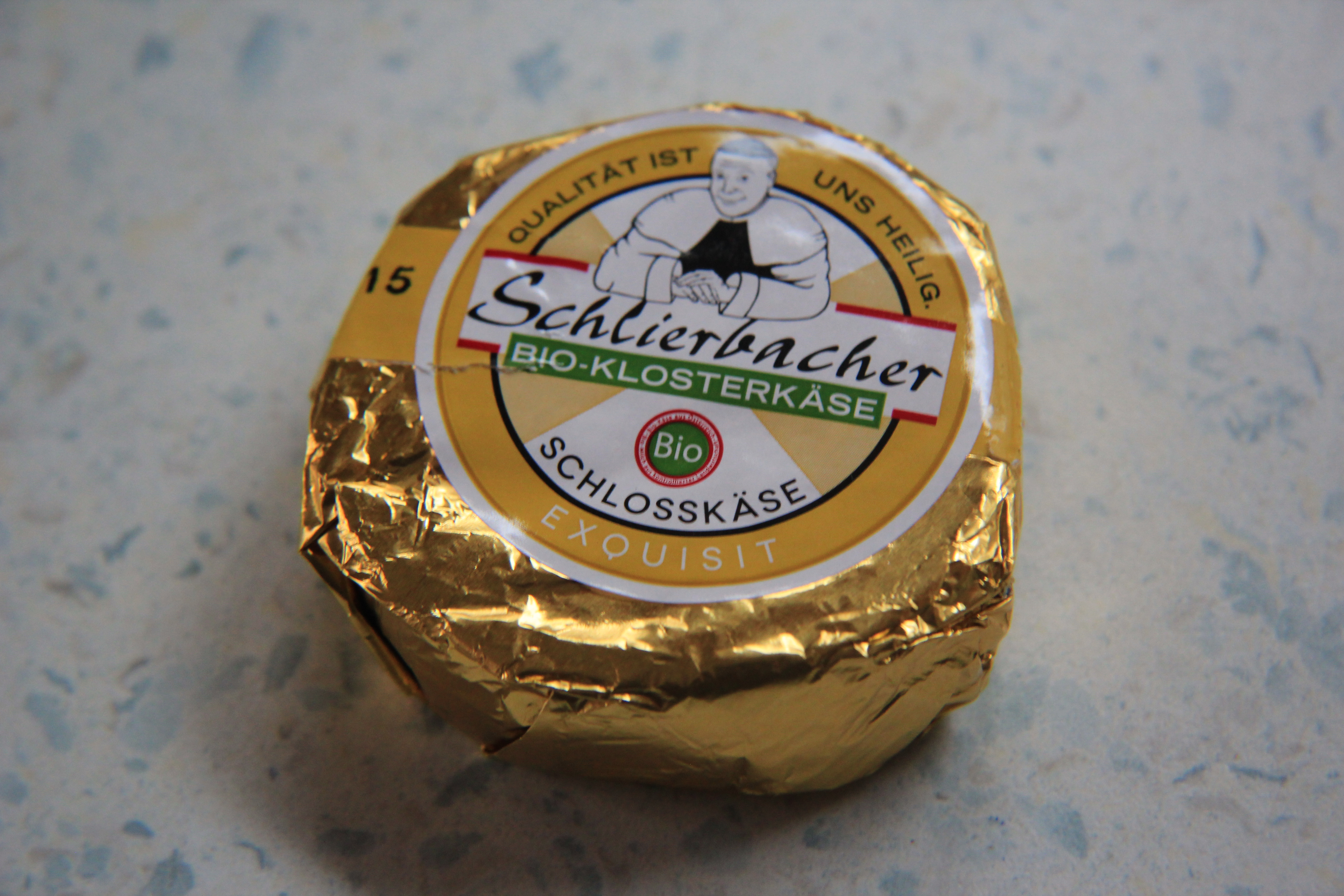
Verpackter Schlosskäse

Der Schlierbacher Schlosskäse ist ein Weichkäse mit Rotschmiere.
Seit dem 17. Jahrhundert betrieben die Zisterzienser im Stift Schlierbach in Oberösterreich Viehwirtschaft. Der Mönch Bruder Leonhard hatte in der Erzabtei Sankt Ottilien in Bayern das Handwerk der Käseherstellung gelernt und brachte dieses Wissen Anfang der 1920er-Jahre nach Schlierbach. Eine Käserei wurde eingerichtet und 1924 der erste Schlierbacher Schlosskäse (auch Schlierbacher Klosterkäse) produziert. Im Jahr 2024 feierte die Käserei ihr 100-jähriges Bestehen.

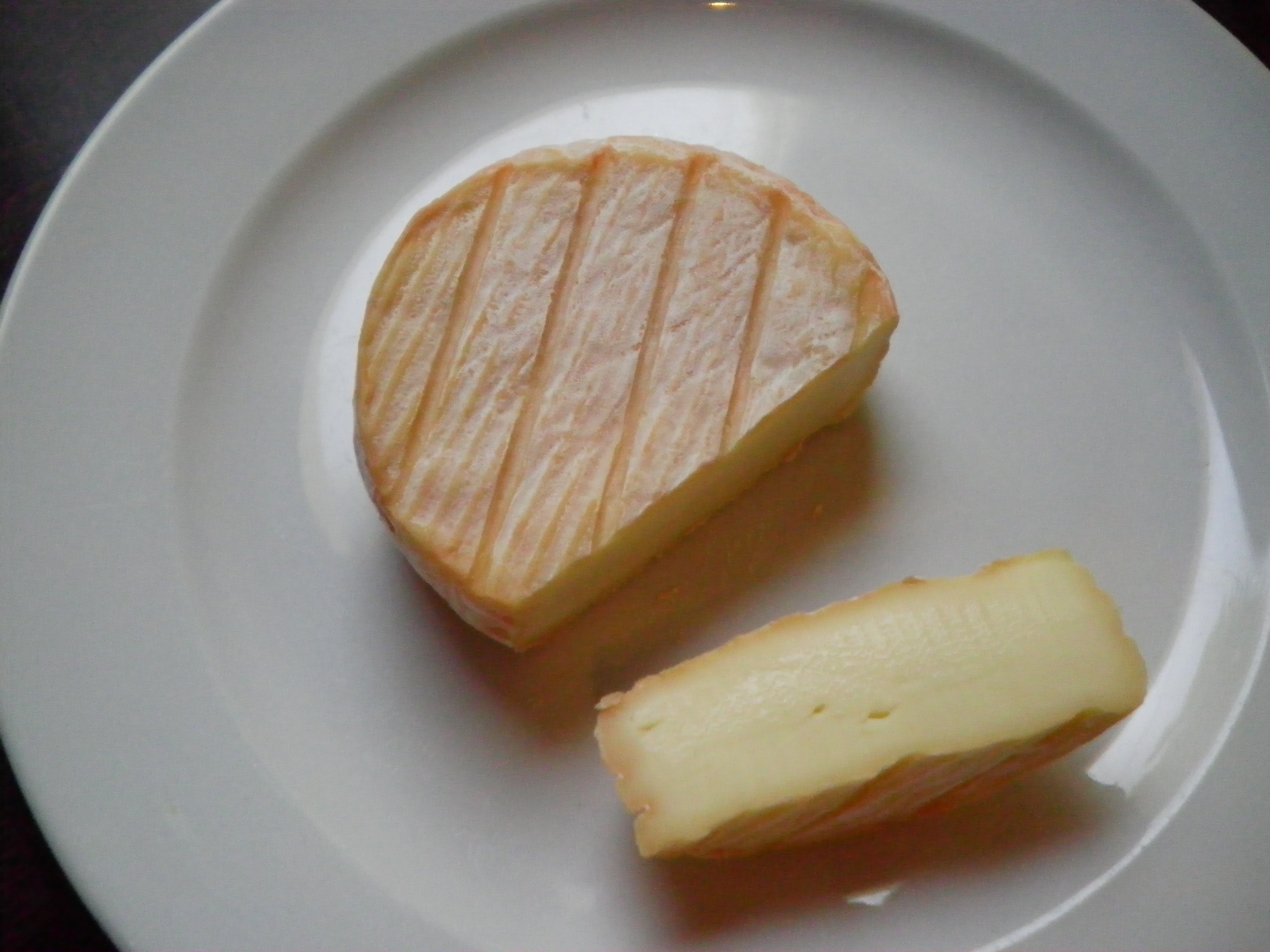
Schlierbacher Schlosskäse

Die pasteurisierte Kuhmilch wird einen Tag lang mit Milchsäurebakterien vorgesäuert, mit Lab dickgelegt und der daraus entstandene Käsebruch in Formen gefüllt. Nach mehrmaligem Wenden der Formen kommt der Käse in ein Salzbad, wird anschließend mit Rotschmiere besprüht und etwa zwei Wochen in Reifekellern gelagert.
Der oberflächengereifte Weichkäse wird traditionell in Laibchen zu 62,5 Gramm mit den Fettstufen 35 % und 55 % F.i.T hergestellt. Der weiche Teig hat eine hellgelbe Färbung, der Geschmack ist herzhaft-deftig und würzig. Ein je nach Lagerdauer leichter bis stärkerer Geruch gehört zur Eigenart des Käses.
Die Marke "Achleitner Schlosskäse", eines vergleichbaren Käses mit landesweitem Ruf und noch weiter zurückreichender Tradition, der in Schloss Achleiten im Kremstal produziert wurde, ist mittlerweile Eigentum der Käserei Schlierbach.